# 大行進曲「大日本」
大行進曲「大日本」（だいこうしんきょく「だいにっぽん」、The Great Japan）は斉藤丑松作曲の行進曲。

## 概要
昭和15年（1940年）の紀元二千六百年を盛り上げるために海軍軍楽隊の行進曲として作曲された。その前年、日本文化中央連盟が主催し、「皇紀二千六百年奉祝芸能祭制定」として、陸軍と海軍の軍楽隊から同名の行進曲が同時期に作られた（但し陸軍版のタイトルは『行進曲「大日本」』となっている）。
当時からの例に則り、4/4拍子のこの曲は「大行進曲」の号を冠した。

## 初演
日比谷大音楽堂にて、1940年4月20日に内藤清五指揮の海軍軍楽隊によって行なわれた。

## 第1回全日本吹奏楽コンクール
昭和15年11月23日に大阪市で開催された、大日本吹奏楽連盟と朝日新聞社主催の「紀元二千六百年奉祝・集団音楽大行進並大競演会」（第1回全日本吹奏楽コンクール）の課題曲として使用されている。

## 逸話
この曲の作曲者である斉藤丑松は、楽想を練るために約一ヶ月もの間、皇居前にたたずんだという。

## 編成
コルネットが使われているため、現在は編曲された編成で演奏されることもある。
- Piccolo
- Flute
- Oboe
- Clarinet in E ♭
- 1st Clarinet in B ♭
- 2nd Clarinet in B ♭
- 3rd Clarinet in B ♭
- Bassoon
- 1st Cornet in B ♭
- 2nd Cornet in B ♭
- 3rd Cornet in B ♭
- 1st Horn in F
- 2nd Horn in F
- 3rd Horn in F
- Alto Saxophone
- Tenor Saxophone
- Baritone in B ♭
- Euphonium
- 1st Trombone
- 2nd Trombone
- Bass Trombone
- Double Bass
- Snare Drum
- Bass Drum
- Suspended Cymbal
- Timpani